# KrolStonE Continental Team
El KrolStonE Continental Team (codi UCI: KST) va ser un equip ciclista neerlandès professional en ruta, de categoria Continental. Creat el 2006, va competir fins al 2009.

## Principals resultats
- ZLM Tour: Ismael Kip (2007)
- PWZ Zuidenveld Tour: Marcel Beima (2009)

## Classificacions UCI
A partir del 2006, l'equip participa en els Circuits continentals de ciclisme. La següent classificació estableix la posició de l'equip en finalitzar la temporada.
UCI Àfrica Tour
| Temporada | Classificació per equips | Millor ciclista en la classificació individual |
| --------- | ------------------------ | ---------------------------------------------- |
| 2006      | 9è                       | Menno Horst (133è)                             |

UCI Europa Tour
| Temporada | Classificació per equips | Millor ciclista en la classificació individual |
| --------- | ------------------------ | ---------------------------------------------- |
| 2007      | 103è                     | Lieuwe Westra (484è)                           |
| 2008      | 49è                      | Lieuwe Westra (89è)                            |
| 2009      | 90è                      | Ger Soepenberg (416è)                          |